# Ramón Andrada Pfeiffer
Ramón Andrada Pfeiffer (Madrid, 3 de marzo de 1923 - Madrid, 20 de septiembre de 1992) fue un arquitecto español que trabajó como arquitecto de la Casa Real y gerente de Patrimonio Nacional.

## Biografía
Nació el 3 de marzo de 1923 en Madrid, hijo de Francisco Andrada Escribano, acuarelista y fotógrafo y María Luisa Pfeiffer Rottenstein, alemana de nacimiento y virtuosa del violín. Arquitecto jefe de la Casa Real y Gerente del Patrimonio Nacional, fue académico de la Real Academia de Bellas Artes de San Fernando desde 1986 hasta su muerte, el 20 de septiembre de 1992. Renombrado acuarelista, inauguró numerosas exposiciones individuales, llegando a presidir la Agrupación Española de Acuarelistas. Hasta los dieciséis años vivió con su familia en la carrera de San Jerónimo, pero al acabar la guerra se independizó y comenzó la carrera de Arquitectura. Daba clases de boxeo y de gimnasia para ganarse la vida. Era un dibujante brillante, como demuestran sus numerosos premios. Fue un notable explorador y montañero, afición gracias a la cual conoció a su mujer, María de la Luz González Parrado y de Velasco, marquesa de Llano.

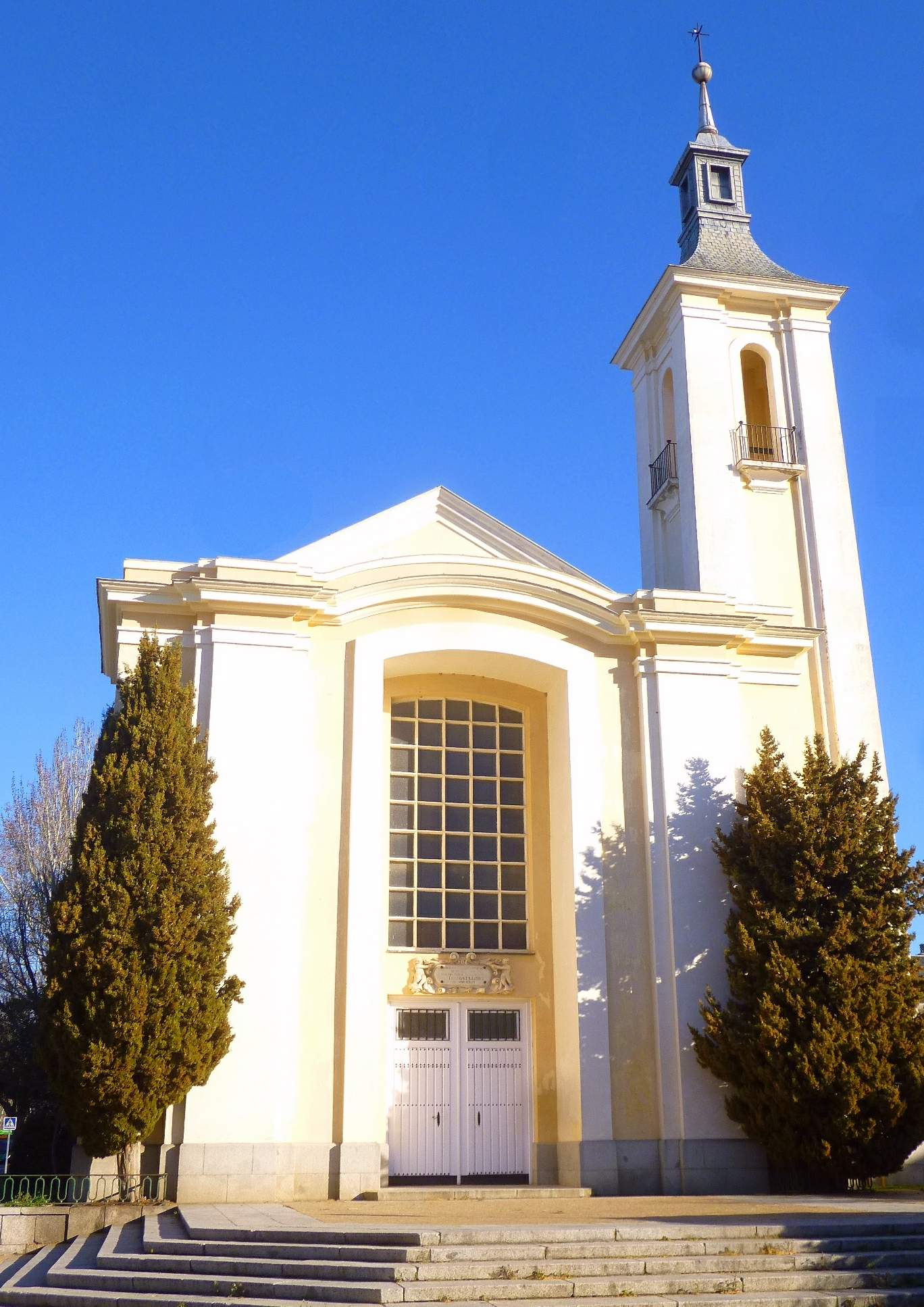
Iglesia de la Virgen del Carmen en El Pardo (Madrid)

Al acabar la carrera, en 1951, se le concedió el Premio Nacional de Arquitectura y comienza su andadura como arquitecto, dejando apartadas el resto de sus aficiones. En 1964 se doctoró con una tesis sobre las cubiertas del Monasterio de El Escorial. En la década de 1970, fue director general de Arquitectura y director general de la Vivienda, cargos que pronto le llevarían a su nombramiento en 1982 como director gerente de Patrimonio Nacional, cargo que ostentó hasta su jubilación en 1989. Además de sus funciones docentes y políticas, formó parte de la Junta Oficial de Gobierno del Colegio Oficial de Arquitectos y colaboró con el Ministerio de Asuntos Exteriores.
Viajó frecuentemente a Europa, Estados Unidos e Hispanoamérica. En el ejercicio de su profesión, se dedicó con preferencia a las restauraciones, sobresaliendo las realizadas en las cubiertas del Real Monasterio de San Lorenzo de El Escorial, las de la fachada del Palacio Real de Madrid, la del Monasterio de las Descalzas Reales y la del Palacio de la Almudaina de Palma de Mallorca. También dejó su impronta en Las Huelgas de Burgos, Tordesillas y otras más de largo recuento.
Además de estas intervenciones, realizó viviendas en Puerta de Hierro, Somosaguas o Aravaca, aparte de su proyecto y construcción del Noviciado de los Sagrados Corazones en Miranda de Ebro y de edificios administrativos, entre otros para la firma Bayer en Barcelona y para la compañía de seguros L'abeille, en el paseo de Recoletos de Madrid. También fue obra suya el Chalet de la Herrería del Club de Golf de El Escorial. Fue condecorado en multitud de ocasiones, siendo poseedor de la Gran Cruz del Mérito Civil y la Encomienda de Número de Isabel la Católica, además de la Gran Cruz de la Orden del Fénix.